# Rifugio Città di Lissone
Il rifugio Città di Lissone è un rifugio situato nel comune di Saviore dell'Adamello (BS), in Val Camonica, a 2.017 m s.l.m. 
Accanto al rifugio è presente un invaso artificiale che raccoglie le acque del torrente Poia, mentre una teleferica permette il trasporto di carichi dalla Malga Lincino al rifugio.

## Storia
Ex fabbricato enel, venne usato come caserma e ricovero durante la Guerra Bianca in Adamello.
Negli anni 60 venne acquistato e trasformato in rifugio dalla guida alpina Alberto Bonomelli per conto del CAI Lissone (da cui prende il nome).
Bruciato nel 1986, è stato ricostruito e ampliato. L'inaugurazione del nuovo stabile avviene nel 1991.

## Caratteristiche e informazioni
Il rifugio è di proprietà della sezione di Lissone del Club Alpino Italiano. Il rifugio è stato ristrutturato nel 1999. È aperto nella stagione estiva e dispone di 70 posti letto.
Il rifugio è dotato di bivacco invernale sempre aperto, con 10 posti letto.

## Accesso
- Il rifugio si raggiunge seguendo il segnavia numero 15 a partire da Malga Lincino (1621 m) in val Saviore in circa un'ora; lungo le scale dell'Adamé.
- Dal lago di Malga Bissina, seguendo il segnavia numero 25, in 3 ore.

## Ascensioni
Dal rifugio percorrendo la vasta valle Adamé è possibile giungere fino al ghiacciaio Pian di Neve e quindi alle varie cime del massiccio dell'Adamello.
- Monte Fumo (3439 m). Percorso alpinistico facile. 5 ore.
- Corno di Grevo (2867 m). Per la ferrata: difficile, ore 4. Via normale per il focel Rosso (ritorno via ferrata): alpinistico. 3 ore
- Monte Adamello (3539 m). Percorso impegnativo che necessita di attrezzatura adeguata. 6 ore e 30 minuti.

## Traversate
- Rifugio Prudenzini (2235 m), 4 ore e 45 minuti. Seguendo il sentiero numero 1, Alta via dell'Adamello, si procede all'interno della valle Adamé fino a raggiungere Malga Adamé e da lì si sale verso il passo Poia (2810 m).
- Rifugio Maria e Franco (2574 m), 4 ore e 30 minuti. Si segue il sentiero numero 1 verso il passo di Campo (2528 m) e successivamente verso il passo Ignaga. Il percorso è a tratti molto esposto e impegnativo.
- Bivacco Arrigo Giannantonj (3168 m), 4 ore. Sentiero 29 classificato come EEA.
- Bivacco Ceco Baroni (2800 m), 3 ore e 30 minuti. Sentiero 30 classificato come EE.
- Rifugio Val di Fumo (2597 m), per il forcell Rosso: sentiero 24, 3 ore 30, sentiero classificato come EE. per il passo Porta sentieri 1 e 26, 5 ore, sentiero classificato come EE. È possibile farlo come anello in giornata 8 ore o in due giorni, pernottando al rifugio val di Fumo (per chi parte dal Lissone) o al rifugio Lissone (per chi parte da Malga Bissina-Val di Fumo).
- Rifugio ai Caduti dell'Adamello, ore 7. Sentieri: 1, 30, per la bocchetta delle Levade. Alpinistico.